# کوه سلطان یعقوب
کوه سلطان یعقوب در ۵ کیلومتری جنوب شهر نقده، در استان آذربایجان غربی قرار دارد و ارتفاع آن از سطح دریا برابر با ۲۰۰۰ متر است.

## گردشگاه سلطان یعقوب
سرتاسر دشت‌های اطراف کوه سلطان یعقوب سرسبز و پر از گل‌های وحشی رنگارنگ است؛ همچنین چشمه‌های آب معدنی این منطقه سرشار از املاح هستند و برای درمان برخی بیماری‌ها، مخصوصاً بیماری‌های پوستی توصیه می‌شود.
همچنین در منطقه سلطان یعقوب حیواناتی همچون روباه، شغال، سمور و انواع خزندگان به فراوانی دیده می‌شوند.

تصویری از کوه سلطان‌یعقوب

همچنین مقبره محمد اوراز ملقب به «عقاب کوه‌ها» اولین ایرانی صعود کننده به کوه اورست نیز در این کوه قرار دارد.

### امکانات رفاهی
این کوه دارای امکاناتی همچون آب آشامیدنی، فضای سبز، ورزشی، خدماتی، درمانی، بهداشتی، غذاخوری، شهربازی، رستوران و پارکینگ است. در بخش‌های مختلفی از این منطقه نیمکت‌هایی برای استراحت خانواده‌ها نصب شده‌است، همچنین در اینجا آلاچیق‌هایی فراهم شده‌است برای استراحت موقت گردشگران و از سوی دیگر در داخل کوهستان نیز امکان چادرزنی نیز برای مسافران فراهم شده‌است. همچنین در کوهستان سلطان یعقوب امکانات رفاهی برای روزهای برفی نیز در نظر گرفته شده‌است.